# Calair
Calair war eine auf dem Flughafen Frankfurt beheimatete deutsche Charterfluggesellschaft, die ihren Flugbetrieb im März 1972 eingestellt hat. 

## Geschichte
Die Calair (TF) Transportflug GmbH & Co. KG wurde am 17. November 1970 gegründet. Mit fünf vom Hersteller geleasten Strahlflugzeugen des Typs Boeing 720, die zuvor bei der US-amerikanischen Gesellschaft Eastern Air Lines im Einsatz standen, war die Aufnahme von IT-Charterflügen im Frühjahr 1971 geplant. Das Bundesverkehrsministerium erteilte der Calair jedoch erst am 6. Juli 1971 die Betriebserlaubnis, woraufhin mehrere Reiseveranstalter ihre Verträge kündigten und dem Unternehmen der größte Teil der Urlaubssaison 1971 verloren ging. Die Gesellschaft führte anschließend Gelegenheitsflüge (Ad-hoc-Charter) durch und konnte ihre fünf Maschinen dadurch nicht auslasten. Aufgrund der fehlenden Einnahmen und den steigenden Verbindlichkeiten verschlechterte sich die finanzielle Situation des Unternehmens bis zum Jahresende erheblich. Die Forderungen der Gläubiger, insbesondere die Leasingraten für die Flugzeuge, konnten nicht mehr beglichen werden. Der Flugbetrieb wurde im März 1972 eingestellt, weil der Hersteller Boeing die fünf gemieteten Maschinen pfänden ließ. Calair meldete am 13. Mai 1972 Insolvenz an.

## Flotte
- Boeing 720-025[2]